# 王良相
王良相（16世紀—17世紀），字篤貞，山東濟南府濟陽縣人，明朝政治人物。

## 生平
王良相是萬曆三十七年（1607年）的舉人，授靜海知縣，妥善規劃地方政務，獨自規勸譁變的屯軍，判案料事如神，催科不擾人民，又振興學校鼓勵士子；調往東光，任內政簡刑清，本應改陞西安府同知，經縣民挽留後改為加河間同知銜管縣事，同年入朝為大理寺左評事，轉左寺副，加卿銜調查江浙軍餉和兩淮鹽政，不久辭官終養父母，濟南失陷後驚懼而死。

## 引用
1. 1 2  乾隆《重修濟陽縣志·卷八·人物志二》：王良相，字篤貞，萬歷舉人，初任畿南靜海縣，地鹵民疲、輪蹄如織，區畫得宜，往來無累；境土屯軍因劣弁致譁，單騎馳諭、片言帖服，案牘無留，催科不擾，尤雅意作人，給食考課，學校振興。上官交章推薦，調繁東光，數年政簡刑清，遷西安郡丞，邑人奔懇保留，改授河間司馬，晉大理寺左評事，堂卿皆重，公民以無冤，轉左寺副，加卿銜奉命查江浙軍餉，巡兩淮鹽政，而公毫不留意榮華旋賦，歸來幸得終養，及二親相繼卒，哀毀盡禮，後以城陷，家罹慘毒，驚痛成疾而終。 據倪元璐所撰傳增
2. ↑  乾隆《重修濟陽縣志·卷七·選舉志》：舉人 明……萬歷己酉 王良相 官至大理寺左寺副加卿銜，有傳
3. ↑  民國《靜海縣志·辰集·官師志》：王良相 山東濟陽縣舉人，天啟三年任，才猷明敏，勤勸課而士類興，禁簽派而窮黎樂，聽斷如神，獄無冤民，遷大理寺評事。
4. ↑  光緒《東光縣志·卷六·職官志》：知縣……天啟……王良相 山東濟陽舉人，五年任，七月加陞本府同知銜，仍管縣事，本年十月內陞大理寺左評事